# انتخاب قيادة حزب المحافظين أكتوبر 2022
جرت انتخابات قيادة حزب المحافظين في 20 أكتوبر 2022 بعد إعلان ليز تراس أنها ستستقيل من زعامة حزب المحافظين ورئاسة الوزراء بعد سلسلة من الخلافات السياسية. شابت قيادة تراس القصيرة أزمة اقتصادية وأزمة حكومية، نتجت جزئيًا عن ميزانية تراس المصغرة للمملكة المتحدة. فاز ريشي سوناك في انتخابات القيادة، وبذلك يكون أول بريطاني من أصول أسيوية يتولى منصب رئيس الوزراء.
في انتخابات قيادة حزب المحافظين في يوليو - سبتمبر 2022، جرى انتخاب تراس زعيمة للحزب بعد استقالة بوريس جونسون بعد سلسلة من الفضائح السياسية التي وصلت إلى أزمة حكومية. أصبحت تراس زعيمة للحزب في 5 سبتمبر 2022، ورئيسة للوزراء في اليوم التالي. ألقى وزير الخزانة المعين حديثًا كواسي كوارتنج بيانًا وزاريًا في 23 سبتمبر بعنوان «خطة النمو» أمام مجلس العموم. وقد أشير إليه على نطاق واسع في وسائل الإعلام على أنه ميزانية مصغرة، واقترح فيه خفض الضرائب وزيادة الإنفاق، وأعقب ذلك انخفاض حاد في قيمة الجنيه الإسترليني مقابل دولار الولايات المتحدة. دافع تراس وكوارتنج بشكل مبدئي عن الميزانية لأكثر من أسبوع قبل البدء في الإعلان عن عكس الإجراءات الأكثر إثارة للجدل. عَينت تراس جيريمي هنت وزيرًا للمالية محل كوارتنج في 14 أكتوبر. تعرضت الحكومة لمزيد من الاضطرابات في 19 أكتوبر، عندما استقالت سويلا برافرمان من منصب وزيرة الداخلية متذرعة بانتهاك القانون الوزاري و«مخاوف بشأن توجه هذه الحكومة». في وقت لاحق من ذلك المساء، كانت هناك مزاعم بالبلطجة والترهيب الجسدي وضغط التصويت على مشروع قانون قدمه حزب العمال في مجلس العموم لحظر التكسير والتشويش حول ما إذا كان نواب حزب المحافظين سيعاملون هذا التصويت على أنه مسألة ثقة في الحكومة. أدلت تراس ببيان في داونينج ستريت في اليوم التالي، معلنة أنها ستستقيل من منصب زعيمة الحزب ورئيسة الوزراء.
وفقًا لتغيير القواعد التي وضعتها لجنة 1922، احتاج كل مرشح محتمل إلى دعم ما لا يقل عن 100 نائب ليُسمح له بالترشح لتصويت الأعضاء. قدم اثنان من المرشحين اسميهما وهما: بيني موردونت، رئيسة مجلس العموم وريشي سوناك، وزير الخزانة السابق، وكان الموعد النهائي للتقديم هو الساعة 2 ظهرًا يوم 24 أكتوبر. كان من المتوقع أن يدخل بوريس جونسون، رئيس الوزراء السابق قبل تراس، في السباق على زعامة الحزب، وادعى أنصاره أنه تجاوز العدد المطلوب من تأييد النواب، لكنه اختار عدم الترشح. في 24 أكتوبر، انسحبت موردونت من المنافسة قبل أقل من دقيقتين من الموعد النهائي للترشيحات، تاركةً سوناك المرشح الوحيد المتبقي في المنافسة، مما مهد الطريق أمامه ليصبح زعيم الحزب بالتزكية دون الحاجة إلى اقتراع أعضاء البرلمان أو تصويت أعضاء الحزب.

## خلفية

### رئاسة جونسون للوزراء
بعد استقالة تيريزا ماي من منصب رئيس وزراء المملكة المتحدة في عام 2019، فاز بوريس جونسون، الذي شغل منصب رئيس بلدية لندن ووزير الخارجية، في انتخابات القيادة وأصبح رئيسًا للوزراء. ومع عدم كفاية الدعم البرلماني لخطط خروج بريطانيا من الاتحاد الأوروبي، دعا جونسون إلى الانتخابات العامة لعام 2019، والتي حقق فيها فوزًا ساحقًا.
بعد أقل من شهرين من الانتخابات العامة لعام 2019، انتشرت مرض فيروس كورورنا في المملكة المتحدة، فأعلنت الأخيرة عن تدابير للحد من الانتشار، بما في ذلك عمليات الإغلاق المتعددة المفروضة قانونًا. ذكرت وسائل الإعلام في ديسمبر 2021 أنه كانت هناك تجمعات اجتماعية قام بها حزب المحافظين وموظفي حكومة المملكة المتحدة انتهكت قيود الصحة العامة. كان جونسون متورطًا شخصيًا في تلك التجمعات، ووجهت الشرطة له ولزوجته كاري جونسون ولوزير الخزانة ريشي سوناك إخطارات عقوبة ثابتة. دعا العديد من أعضاء البرلمان المحافظين جونسون إلى الاستقالة، وانشق أحدهم، كريستيان ويكفورد، وانضم إلى حزب العمال.
قدم النائب المحافظ كريس بينشر استقالته من منصب نائب رئيس الحكومة في أواخر يونيو 2022، بعد مزاعم بأنه قام بملامسة رجلين. رفض جونسون في البداية قبول استقالته، ودافع المتحدث باسمه عن تعيينه الأولي، قائلاً إن جونسون لم يكن على علم بـ «مزاعم محددة» ضده. جرى توجيه المزيد من مزاعم التحرش ضد بينشر. قال المتحدث باسم جونسون في 4 يوليو إن جونسون كان على علم بالمزاعم التي «جرى حلها أو لم تنتقل إلى شكوى رسمية» وقت تعيينه. استقال العديد من الوزراء في 5 يوليو، بمن فيهم وزير الخزانة سوناك ووزير الصحة جافيد. أعرب العديد من السياسيين الذين جرى مناقشتهم كمرشحين محتملين للقيادة، بما في ذلك ليز تراس، عن دعمهم المستمر لجونسون. أعلن جونسون استقالته من منصب زعيم حزب المحافظين ورئيس وزراء المملكة المتحدة في يوليو 2022، مما أدى إلى انتخابات القيادة في سبتمبر 2022.

### رئاسة تراس للوزراء

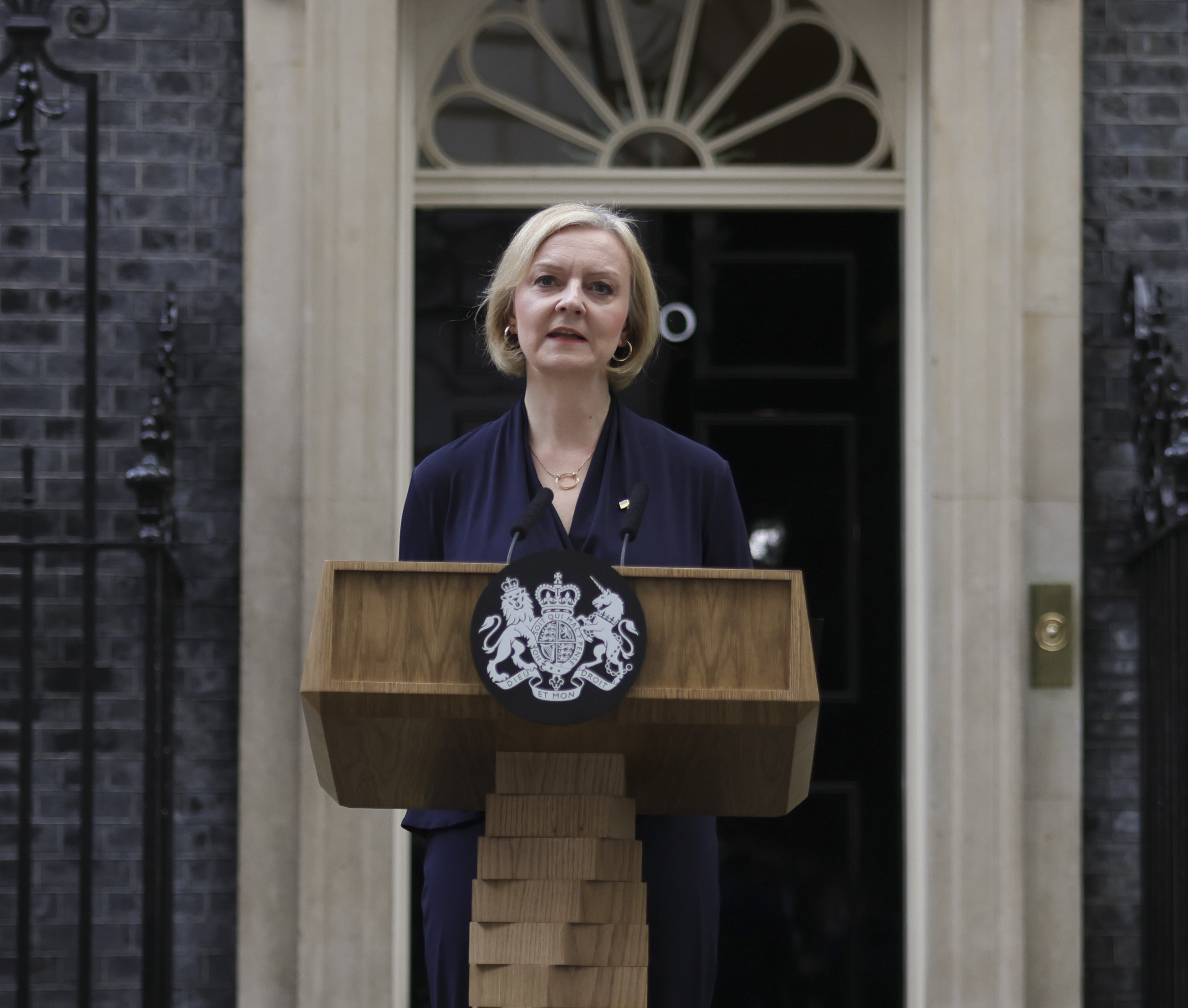
ليز تراس تعلن عزمها على الاستقالة من منصب زعيم حزب المحافظين في 20 أكتوبر 2022

تقدم أحد عشر مرشحًا بانتخابات القيادة في يوليو، حيث تلقى ثمانية منهم ترشيحات كافية من نواب حزب المحافظين، وهم: كيمي بادينوش، وسويلا برافرمان، وجيريمي هنت، وبيني موردونت، وريشي سوناك، وليز تراس، وتوم توجندهات، وناظم الزهاوي. بعد خمس جولات من التصويت على مدى تسعة أيام، اختار النواب سوناك وتراس لتقديمهما كمرشحين لأعضاء الحزب للتصويت عليها. وبعد حملة استمرت سبعة أسابيع، جرى الإعلان عن تراس زعيمة جديدة للحزب في 5 سبتمبر، بعد حصولها على 57.4٪ من أصوات الأعضاء وبالتالي قامت الملكة إليزابيث الثانية بتعيينها رئيسة للوزراء في 6 سبتمبر 2022 خلال جلسة استماع عقدت في قلعة بالمورال. في وقت لاحق من ذلك اليوم، أعلنت تراس عن تشكيل الحكومة الجديدة وتعيين كواسي كوارتنج وزيراً للخزانة.
ألقى كوارتنج بيانًا وزاريًا في 23 سبتمبر بعنوان «خطة النمو» إلى مجلس العموم. وقد أشير إليه على نطاق واسع في وسائل الإعلام على أنه ميزانية مصغرة، واقترح فيه خفض الضرائب وزيادة الإنفاق، وأعقب ذلك انخفاض حاد في قيمة الجنيه الإسترليني مقابل الدولار الأمريكي. ودافع كل من تراس وكوارتنج عن الميزانية لأكثر من أسبوع وسط انتقادات واسعة النطاق، قبل أن يبدآ الإعلان عن عكس الإجراءات الأكثر إثارة للجدل: إلغاء معدل ضريبة الدخل بنسبة 45٪ لأصحاب الدخول الأعلى، وإلغاء التجميد المخطط لضريبة الشركات. عينت تراس جيريمي هنت محل كوارتنج في 14 أكتوبر. ولكن في 19 أكتوبر استقالت سويلا برافرمان من منصب وزيرة الداخلية متذرعة بانتهاك القانون الوزاري و«مخاوف بشأن توجه هذه الحكومة». في وقت لاحق من ذلك المساء، كانت هناك مزاعم بالبلطجة والترهيب الجسدي وضغط التصويت على مشروع قانون قدمه حزب العمال في مجلس العموم لحظر التكسير والتشويش حول ما إذا كان نواب حزب المحافظين سيعاملون هذا التصويت على أنه مسألة ثقة في الحكومة. اجتمعت تراس مع السير جراهام برادي، رئيس لجنة عام 1922 في 20 أكتوبر، قبل إعلان استقالتها من زعامة الحزب وعزمها تقديم استقالتها كرئيسة للوزراء بعد اختيار خليفتها في زعامة الحزب.

## الحملة الانتخابية
بحلول نهاية 20 أكتوبر ظهرت تقارير تفيد أن كل من ريشي سوناك، وزير الخزانة السابق الذي جاء في المرتبة الثانية في انتخابات القيادة السابقة، وبيني موردونت، زعيمة مجلس العموم التي جاءت في المركز الثالث في انتخابات القيادة السابقة، وبوريس جونسون، الذي كان الزعيم ورئيس الوزراء قبل تراس، يُنظر إليهم على أنهم المرشحين الأكثر ترجيحًا.
بينما أيد العديد من النواب جونسون، قال آخرون إنهم لن يخدموا تحت قيادته إذا جرى انتخابه. وبحسب ما ورد كانت موردنت تجري استطلاعات حول ما إذا كان ينبغي لها الترشح مساء يوم 20 أكتوبر وصباح 21 أكتوبر. وبعد ظهر يوم 21 أكتوبر، أصبحت أول مرشحة تدخل انتخابات القيادة رسمياً.
بحلول صباح يوم 22 أكتوبر، قال أنصار سوناك إنه تجاوز حد الترشيح البالغ 100 عضو برلماني، على الرغم من أنه لم يبدأ حملته رسميًا بعد. عاد جونسون من عطلة في جمهورية الدومينيكان صباح يوم السبت 22 أكتوبر. وبعد ظهر يوم 22 أكتوبر، قال مؤيدو جونسون إن لديه ترشيحات كافية أيضًا. قوبلت تقارير جونسون عن بلوغ عتبة الترشيح بالتشكيك من قبل أنصار سوناك، وتحدى أنصار سوناك معسكر جونسون للإعلان عن أسماء مؤيديه. في مساء يوم 22 أكتوبر، التقى سوناك وجونسون، ولم يُعلن شيء عن ما ناقشاه.
بعد ظهر يوم 23 أكتوبر، أعلن سوناك أنه سيشارك في مسابقة القيادة. في مساء نفس اليوم، ذُكر أن جونسون قد تحدث إلى بيني موردونت، وكان هناك تكهنات صحفية بأنها رفضت عرضًا يطلب منها الانسحاب من مسابقة القيادة ودعمه. في وقت لاحق من ذلك اليوم، قال جونسون إنه لن يخوض سباق القيادة.
بعد ظهر يوم 24 أكتوبر، انسحبت موردونت من سباق القيادة بعد عدم تمكنها من الحصول على دعم 100 نائب في الموعد النهائي للترشيح. نتيجة لانسحاب موردونت، فاز سوناك في مسابقة القيادة بالتزكية دون معارضة، وأصبح زعيمًا لحزب المحافظين، وبالتالي رئيسًا للوزراء، وبذلك يُعد أول رئيس للوزراء من أصول آسيوية.

## عملية الانتخاب
ذكرت تراس في بيان استقالتها في 20 أكتوبر أن الانتخابات ستنتهي «في غضون الأسبوع المقبل». شرع غراهام برادي في عملية معجلة. طُلب من المرشحين الحصول على ترشيحات من 100 نائب على الأقل قبل الموعد النهائي للترشيح في الساعة 2 ظهرًا يوم 24 أكتوبر. ومع وجود 357 نائباً من المحافظين وقت الانتخابات، كان هذا يعني أنه لم يكن هناك سوى ثلاثة مرشحين على الأكثر. لو استوفى ثلاثة مرشحين حد الترشيح، لكان قد جرى اقتراع لنواب المحافظين لإلغاء واحد بعد ظهر ذلك اليوم. بعد ذلك، كان من الممكن إجراء تصويت إرشادي يقوم به نواب حزب المحافظين بين الاثنين الأخيرين. بعد ذلك، كان من الممكن أن يكون هناك اقتراع عبر الإنترنت لأعضاء حزب المحافظين للاختيار بين المرشحين المتبقيين. كان من المفترض أن يفتح هذا يوم الثلاثاء 25 أكتوبر ويغلق في الساعة 11 صباحًا يوم الجمعة 28 أكتوبر.
نظرًا لأن مرشحًا واحدًا فقط - ريشي سوناك - حقق شرط الترشيح بحلول يوم الاثنين 24 أكتوبر، أصبح تلقائيًا زعيم للحزب، دون تصويت من أعضاء الحزب.
كان الجدول الزمني أقصر بكثير مما كان عليه في انتخابات القيادة السابقة، مع وجود عتبة عالية للترشيحات. يُنظر إلى هذه التغييرات - وإضافة تصويت إرشادي لأعضاء البرلمان إذا كان هناك مرشحين نهائيين - على أنها قد جرى تقديمها لتضييق المجال النهائي بسرعة وربما لتجنب تصويت الأعضاء.

## المرشحون

### المعلنون
| مُرَشَّح    | المكتب السياسي والدائرة                                           | تاريخ الإعلان  | المرجع.              |
| ------- | ----------------------------------------------------------------- | -------------- | -------------------- |
| Sunak ! | وزير الخزانة (2020–2022) النائب عن ريتشموند (يورك) (2015–present) | 23 أكتوبر 2022 | [ 60 ] [ 53 ] [ 61 ] |

### المنسحبون
أعلنت بيني موردونت عزمها الترشح للقيادة لكنها انسحبت بعد ذلك من السباق.
| مُرَشَّح         | المكتب السياسي والدائرة                                                      | تاريخ الإعلان  | تاريخ الانسحاب | المرجع.              |
| ------------ | ---------------------------------------------------------------------------- | -------------- | -------------- | -------------------- |
| بيني موردونت | زعيم مجلس العموم (2022–present) عضو البرلمان عن بورتسموث نورث (2010–present) | 21 أكتوبر 2022 | 24 أكتوبر 2022 | [ 62 ] [ 63 ] [ 64 ] |

### استكشاف
استكشف بوريس جونسون في البداية إمكانية الترشح للقيادة لكنه امتنع لاحقًا عن الترشح.
| مُرَشَّح         | المكتب السياسي والدائرة                                                                      | تاريخ الرفض    | المرجع.              |
| ------------ | -------------------------------------------------------------------------------------------- | -------------- | -------------------- |
| بوريس جونسون | رئيس وزراء المملكة المتحدة (2019–2022) عضو البرلمان في أوكسبريدج وساوث روسليب (2015–present) | 23 أكتوبر 2022 | [ 65 ] [ 66 ] [ 67 ] |

### رافضو الترشح
اقترح المعلقين سياسيي حزب المحافظين التاليين كمرشحين محتملين للقيادة، لكنهم رفضوا الترشح:
- كيمي بادنوش، وزيرة الدولة للتجارة الدولية (سبتمبر 2022 – حتى الوقت الحاضر)، نائبة عن سافرون والدين (2017 إلى الوقت الحاضر)[68] (أيدت ريشي سوناك)[69][70]
- سويلا برافرمان، وزيرة الداخلية السابقة (سبتمبر-أكتوبر 2022)، عضو البرلمان عن فرهام (2015 إلى الوقت الحاضر) (أيدت ريشي سوناك)[71][72]
- جيمس كليفرلي، وزير الخارجية (سبتمبر 2022 – إلى الوقت الحاضر)، نائب عن برينتري (2015 إلى الوقت الحاضر)[73][74] (أيد بوريس جونسون، وفيما بعد أيد ريشي سوناك)[75][76]
- مايكل جوف، وزير الدولة السابق للتسوية والإسكان والمجتمعات (سبتمبر 2021 – يوليو 2022)، نائب عن سوري هيث (2005 حتى الآن)[77] (أيد ريشي سوناك)[78]
- جيريمي هنت، وزير الخزانة (أكتوبر 2022 – إلى الوقت الحاضر)، نائب عن جنوب غرب سوري (2005 حتى الآن)[79][80] (أيد ريشي سوناك)[81]
- ساجد جافيد، وزير الخزانة السابق (يوليو 2019 – فبراير 2020)، نائب عن برومزغروف (2010 إلى الوقت الحاضر) (أيد ريشي سوناك)[82]
- براندون لويس، وزير الدولة لشؤون العدل (سبتمبر 2022 – إلى الوقت حاضر)، نائب عن غريت يارموث (2010 حتى الآن) (أيد ريشي سوناك)[83]
- تيريزا ماي، رئيسة الوزراء السابقة (يوليو 2016 – يوليو 2019)، عضو البرلمان عن ميدينهيد (1997 حتى الآن)[84]
- جرانت شابس، وزير الداخلية (أكتوبر 2022 – إلى الوقت حاضر)، نائب عن ويلوين هاتفيلد (2005 إلى الوقت الحاضر)[85] (أيد ريشي سوناك)[86]
- توم توجندهات، وزير الدولة للأمن (سبتمبر 2022 – إلى الوقت الحاضر)، نائب عن تونبريدج ومولينغ (2015 إلى الوقت الحاضر)[87] (أيد ريشي سوناك)[88]
- بن والاس، وزير الدولة لشؤون الدفاع (يوليو 2019 – إلى الوقت الحاضر)، النائب عن واير وبريستون نورث (2005 إلى الوقت الحاضر) (أيد بوريس جونسون)[89][90]

## المصادقات
كان مطلوباً من المرشحين الحصول على 100 تأييد من نواب الحزب في البرلمان.
| موافقات النواب | موافقات النواب | موافقات النواب | موافقات النواب |
| مُرَشَّح           | مُرَشَّح           | المصادقات      | ٪              |
| -------------- | -------------- | -------------- | -------------- |
|                | ريشي سوناك     | 197            | 55.1           |
|                | بوريس جونسون   | 62             | 17.3           |
|                | بيني موردونت   | 27             | 7.5            |
|                | لا تأييد       | 71             | 19.8           |

ملحوظة: تتكرر بعض التأكيدات بسبب تغيير النواب الدعم بعد الانسحاب.